# 富山市消防局
富山市消防局（とやまししょうぼうきょく）は、富山県富山市の消防部局（消防本部）である。富山市全域を管轄する。

## 沿革
【 】以外の項目は、富山市に関する事項である。
- 1948年（昭和23年）3月 - 富山市消防本部、富山消防署、岩瀬消防署、堀川分遣所を開設する。
- 1949年（昭和24年）4月30日 - 消防本部及び富山消防署の庁舎が竣工する。
- 1951年（昭和26年）9月1日 - 堀川分遣所を出張所に昇格する。
- 1955年（昭和30年）4月1日 - 【旧婦中町】婦中町消防本部を開設する。
- 1955年（昭和30年）4月 - 【旧八尾町】八尾町消防本部及び消防署を開設する。
- 1959年（昭和34年）4月1日 - 東部出張所を開設する。
- 1960年（昭和35年）4月1日 - 【旧婦中町】婦中町消防署を開設する。
- 1960年（昭和35年）4月 - 【旧大山町】大山町消防本部及び大山町消防署を開設する。
- 1960年（昭和35年）10月1日 - 和合出張所を開設する。
- 1962年（昭和37年）12月15日 - 富山城址公園の内堀（西南隅）の跡地に消防本部及び富山消防署の新庁舎が竣工する[1]。
- 1963年（昭和38年）5月 - 【旧八尾町】救急業務を開始する。
- 1965年（昭和40年）2月27日 - 救急業務を開始する。
- 1965年（昭和40年）4月1日 - 婦負郡呉羽町の編入合併に伴い、呉羽消防署を開設し、3署体制となる。
- 1966年（昭和41年）5月1日 - 中新川郡水橋町の編入合併に伴い、水橋消防署を開設し、4署体制となる。
- 1966年（昭和41年）6月 - 【旧大山町】消防庁舎を移転する。
- 1967年（昭和42年）4月1日 - 【旧大沢野町】大沢野町消防本部及び大沢野町消防署を開設する。
- 1967年（昭和42年）8月1日 - 【旧婦中町】消防庁舎が竣工する。
- 1967年（昭和42年）9月1日 - 岩瀬消防署の新庁舎が竣工する。
- 1968年（昭和43年）5月27日 - 消防艇を岩瀬消防署に配備する。
- 1971年（昭和46年）3月1日 - 【旧大沢野町】救急業務を開始する。
- 1971年（昭和46年）4月27日 - 奥田分遣所を開設する。
- 1971年（昭和46年）5月15日 - 救急車のサイレンを電子音（ピーポーサイレン）に取り替える。
- 1971年（昭和46年）5月 - 【旧大山町】救急業務を開始する。
- 1971年（昭和46年）6月1日 - 【旧婦中町】救急業務を開始する。
- 1975年（昭和50年）10月 - 【旧大山町】小見分遣所を開設する。
- 1976年（昭和51年）3月24日 - 呉羽消防署の新庁舎が竣工する。
- 1976年（昭和51年）4月1日 - 新庄分遣所を開設する。
- 1976年（昭和51年）12月17日 - 【旧八尾町】消防庁舎を新築する。
- 1978年（昭和53年）4月1日 - 南部出張所を開設する。
- 1978年（昭和53年）9月18日 - 【旧大沢野町】消防本部及び消防署庁舎を新築のうえ移転する。
- 1980年（昭和55年）4月1日 - 北部出張所を開設し、新庄分遣所を廃止する。
- 1980年（昭和55年）12月23日 - 海上分遣所を開設する。
- 1982年（昭和57年）4月1日 - 富山市消防音楽隊が発足する。
- 1985年（昭和60年）9月 - 【旧大山町】消防庁舎を新築のうえ移転する。上滝分遣所を開設する。
- 1989年（平成元年）11月26日 - 消防本部及び富山消防署の新庁舎が現在地に竣工する。堀川出張所を廃止し、奥田分遣所を出張所に昇格する。
- 1992年（平成4年）3月27日 - 高規格救急車を富山消防署に配備する。
- 1993年（平成5年）3月 - 【旧大山町】上滝分遣所を廃止する。
- 1995年（平成7年）12月6日 - 【旧婦中町】新消防庁舎が竣工する。
- 1996年（平成8年）3月19日 - 【旧大沢野町】高規格救急車を配備する。
- 1996年（平成8年）4月1日 - 奥田出張所を中分署に昇格する。
- 1997年（平成9年）10月7日 - 【旧婦中町】高規格救急車を消防署に配備する。
- 1997年（平成9年）10月15日 - 【旧八尾町】高規格救急車を消防署に配備する。
- 1998年（平成10年）11月 - 【旧大山町】高規格救急車を配備する。
- 1999年（平成11年）9月1日 - 岩瀬消防署が移転竣工し、富山北消防署に改称する。
- 2004年（平成16年）10月 - 新潟県中越地震の被災地に緊急消防援助隊を派遣する。
- 2004年（平成16年）7月 - 新潟・福島豪雨災害及び福井豪雨災害の被災地に緊急消防援助隊を派遣する。
- 2005年（平成17年）4月1日 - 1市4町2村が新設合併し、新たな富山市が発足する。富山市消防本部、大沢野町消防本部、大山町消防本部、八尾町消防本部及び婦中町消防本部を統合し、富山市消防局を開設する。
- 2006年（平成18年）12月25日 - 細入分遣所を開設する。
- 2007年（平成19年）11月26日 - 山田分遣所を開設する。
- 2008年（平成20年）3月27日 - 小見分遣所を開設する。
- 2008年（平成20年）10月1日 - 富山消防署に高度救助隊を設置する。
- 2009年（平成21年）12月10日 - 水橋消防署が消防庁舎を新築のうえ移転する。
- 2011年（平成23年）3月11日 - 東北地方太平洋沖地震に伴う東日本大震災の被災地に緊急消防援助隊を派遣する。
- 2014年（平成26年）10月14日 - 長野県の御嶽山噴火の災害現場に緊急消防援助隊を派遣する。
- 2015年（平成27年）4月25日 - ネパール地震の被災地に国際消防救助隊を派遣する。
- 2015年（平成27年）11月8日 - 和合出張所を新築のうえ移転する。[2]
- 2016年（平成28年）4月 - 消防救急デジタル無線の本格的な運用を開始する。[3]
- 2023年（令和5年）4月1日 - 立山町消防本部と通信指令業務の共同運用を開始。

## 組織
- 本部：総務課、予防課、警防課、通信指令課
- 消防署

## 主力機械
2018年4月1日現在
- 普通消防ポンプ車：14
- 水槽付ポンプ車：14
- 梯子車：4
- 化学車：4
- 大型高所放水車：1
- 泡原液搬送車：1
- 放水砲車：1
- 救助工作車：3
- 小型動力ポンプ付水槽車：1
- 支援車：1
- 救急車：19
- 隊員搬送車：1
- 防災指導車：1
- 資機材搬送車：11
- 指揮車：9
- 広報車：1
- その他の車両：23
- 消防艇：1
- 合計：111

## 消防署
| 消防署       | 住所            | 分署            | 出張所                                             | 分遣所               |
| ------------ | --------------- | --------------- | -------------------------------------------------- | -------------------- |
| 富山消防署   | 今泉191-1       | 中：奥田町20-22 | 東部：中市2-8-70 南部：悪王寺25-1 北部：上飯野28-2 | なし                 |
| 富山北消防署 | 高畠町1-10-30   | なし            | 和合：四方荒屋1700-1                               | 海上：岩瀬入船町1-6  |
| 呉羽消防署   | 呉羽町2417-5    | なし            | なし                                               | なし                 |
| 水橋消防署   | 水橋舘町420-1   | なし            | なし                                               | なし                 |
| 大沢野消防署 | 上二杉202       | なし            | なし                                               | 細入：楡原1101-1     |
| 大山消防署   | 花崎737         | なし            | なし                                               | 小見：小見255-15     |
| 八尾消防署   | 八尾町鏡町595-5 | なし            | なし                                               | なし                 |
| 婦中消防署   | 婦中町笹倉128   | なし            | なし                                               | 山田：山田小島2697-4 |

## 主な出来事
- 2021年7月21日 - 消防司令補と消防士長が職員1人にパワーハラスメントを行っていたとして懲戒処分[4]。